# 廖朝彬
廖朝彬，福建清流縣人，清朝政治人物、同武進士出身。
道光二十四年（1844年）甲辰科武進士，擔任厦门右营中军府守备。